# 10 de març
El 10 de març és el seixanta-novè dia de l'any del calendari gregorià i el setantè en els anys de traspàs. Queden 296 dies per finalitzar l'any.

## Esdeveniments
Països Catalans
- 988 - (aquest o algun altre dia del mes de març) Principat de Catalunya: Borrell II no renova el jurament de fidelitat al rei de França: esdevé, de facto, comte independent i comença a encunyar moneda pròpia; aquesta independència la confirmarà legalment el tractat de Corbeil de 1258).
- 1405: després de visitar a l'antipapa Benet XIII a Avinyó, Martí l'Humà, Rei d'Aragó, arriba a Barcelona.
- 1409: una butlla papal de Benet XIII converteix el monestir de Montserrat de priorat en abadia.[1]
- 1885: es lliura al rei Alfons XII el Memorial de Greuges, document on consten reivindicacions polítiques i econòmiques vers el tracte rebut a Catalunya per part d'Espanya.[2]
- 1900: Es comença a publicar La Ilustració Llevantina, una revista artísticoliterària de Catalunya, València, Mallorca i el Rosselló.[3]
- 1908: S'inauguren les obres d'obertura de la Via Laietana de Barcelona (la Reforma, popularment).[4]
- 1921: Comença la Conferència Internacional de Comunicacions i Trànsit al Saló de Cent de Barcelona, organitzada per la Societat de Nacions.
- 1923: El dirigent de CNT Salvador Seguí i Rubinat és assassinat a trets al carrer de la Cadena per pistolers del Sindicat Lliure.[5]
- 1995: Es reinaugura a Tarragona el Teatre Metropol, edifici modernista de 1908, de Josep Maria Jujol, la restauració del qual fou guardonada amb el premi FAD d'Arquitectura 1996.[6]
- 1996: L'Assemblea d'Okupes de Barcelona ocupa l'antic Cinema Princesa, ubicat a la Via Laietana.
- 2012: Se celebra l'assemblea constituent de l'ANC al Palau Sant Jordi de Barcelona.[7]

Resta del món
- 241 aC, mar Tirrena, prop de les illes Eguses: els romans hi derroten la marina cartaginesa en la batalla d'Egusa, amb la qual acaba la Primera Guerra Púnica.
- 1126: Alfons VII entra en Lleó i es proclama rei de Castella i Lleó.
- 1526: L'Emperador Carles V es casa en Sevilla amb la seva cosina, la infanta Isabel de Portugal i d'Aragó.
- 1535: Es descobreixen casualment les illes Galápagos, quan el religiós dominic Fra Tomás de Berlanga es dirigia al Perú.[8]
- 1814: Napoleó Bonaparte és derrotat en la batalla de Laon a França.[9]
- 1814: Ferran VII torna a Espanya i abolís la Constitució Espanyola de 1812
- 1820: Inici del Trienni Liberal. Ferran VII jura la Constitució Espanyola de 1812.[10]
- 1840, Nàpols: s'hi estrenà La vestale, de Saverio Mercadante, amb llibret de Salvadore Cammarano, al Teatro San Carlo.[11]
- 1848: el Tractat de Guadalupe-Hidalgo és ratificat pel senat dels Estats Units, posant fi a la guerra amb Mèxic.
- 1862: França i el Regne Unit reconeixen la independència de Zanzíbar.
- 1876: Alexander Graham Bell realitza amb èxit la seva primera prova de telèfon.
- 1945: l'aviació nord-americana bombardeja Tòquio, matant 100.000 persones.[12]
- 1959, Tibet: després de 10 anys d'ocupació xinesa hi comença una revolta que costarà la vida a centenars de milers de ciutadans i que portarà a l'exili el dalai-lama Tenzin Gyatso.
- 1969, Nova York: es comença a distribuir la novel·la The Godfather de Mario Puzo, publicada per G. P. Putnam's Sons.
- 1977, Ithaca (Nova York), EUA: un equip d'astrònoms de la Universitat Cornell, encapçalats per James L. Elliot, confirmen l'existència dels anells d'Urà.
- 1990, Haití, Prosper Avril és enderrocat per un cop d'estat.[13]
- 1991: les tropes nord-americana abandonen el Golf Pèrsic en finalitzar la Guerra del Golf.
- 2001, Europa: Es funda la Free Software Foundation Europe, una organització no governamental i sense ànim de lucre, que treballa en tots els aspectes relacionats amb el programari lliure, especialment el projecte GNU, a Europa.

## Naixements
Països Catalans
- 1452, Sos, Regne d'Aragó: Ferran el Catòlic, rei de la Corona d'Aragó.
- 1854, Pollença, Mallorca: Miquel Costa i Llobera, poeta mallorquí (m. 1922).[14]
- 1858, Sabadell, Vallès: Josep Mir i Marcet, metge i regidor de Sabadell.
- 1878, València: Amelia Cuñat i Monleón, dibuixant, ceramista i col·leccionista de ceràmica valenciana (m. 1946).[15]
- 1906, Torregrossa, Pla d'Urgell: Miquel Badia i Capell, polític català.
- 1908, Ossera: Sofia Montaner i Arnau, trementinaire catalana, la darrera que va exercir aquest ofici (m. 1996).[16]
- 1912, Reus: Josefina Oliva Teixell, geògrafa, arqueòloga i historiadora catalana, exiliada i nacionalitzada a Mèxic (m. 2007).[17]
- 1933, Tortosa: Zoraida Burgos i Matheu, escriptora i bibliotecària catalana.[18]
- 1960, Artesa de Segre: Àngels Ponsa i Roca, professora i política catalana, ha estat diputada al Parlament de Catalunya.[19]
- 1968, el Grau de Gandia: Maria Josep Escrivà i Vidal, poeta i narradora valenciana.[20]
- 1978, Barcelona: Marta Torné i Gràcia, actriu i presentadora de televisió.
- 1980, Barcelona: Núria Gago Roca, actriu i escriptora catalana en castellà.[21]

Resta del món
- 1415, Moscou, Gran Ducat de Moscou: Basili II, Gran Príncep de Moscou de 1425 a 1462 (m. 1462).[22]
- 1760, Madrid: Leandro Fernández de Moratín, poeta i dramaturg espanyol.
- 1749, Ceneda, Itàlia: Lorenzo da Ponte, poeta i llibretista italià (m. 1838)
- 1776, Hannover, Lluïsa de Mecklenburg-Strelitz, reina de Prússia (m. 1810).[23]
- 1787, Granada: Francisco Martínez de la Rosa, poeta, polític i dramaturg espanyol i president del consell de Ministres d'Espanya.
- 1844, 
  - Pamplona, Navarra: Pablo Sarasate, violinista i compositor navarrès.(m. 1908).[24]
  - Londres: Marie Spartali Stillman, pintora prerafelita britànica, per a molts la millor artista d'aquest moviment (m. 1927).[25]
- 1847, Liverpool: Katherine Sheppard, política feminista i sugragista neozelandesa (m. 1934).[26]
- 1861, First Nation (Canada): Pauline Johnson, també coneguda com a Tekahionwake escriptora iroquesa. Era filla del cabdill mohawk Teyonnhehkewea i d'una anglesa. (m. 1913).[27]
- 1865, Pequín (Xina): Tang Sitong, filòsof i polític xinès (m. 1898).[28]
- 1867, Lió, França: Hector Guimard, arquitecte i decorador, principal de l'Art Nouveau a França (m. 1942).[29]
- 1876, Cambridge, Massachusetts: Anna Hyatt Huntington, escultora nord-americana i mecenes de les arts (m. 1973).[30]
- 1885, Sant Petersburg, Rússia: Tamara Karsàvina, ballarina russa (m. 1978).[31]
- 1888, Dublín, Irlanda: Barry Fitzgerald, actor irlandès.(m. 1961).[32]
- 1892:
  - Towanda, Pennsilvània (Estats Units): Gregory La Cava, director de cinema estatunidenc (m. 1952).[33]
  - Le Havre, França: Arthur Honegger, compositor franco-suís (m. 1955).[24]
  - Werneth, Oldham, Gran Manchester: Eva Turner, soprano anglesa (m. 1990).[34]
- 1920, Ville-d'Avray, Hauts-de-Seine, França: Boris Vian, músic i escriptor francès. (m. 1959).[35]
- 1923, Merriman, Nebraska, (EUA): Val Logsdon Fitch, físic estatunidenc, Premi Nobel de Física de l'any 1980[36]
- 1924, Leeds, Yorkshire, Anglaterra: Angela Morley, compositora i directora d'orquestra anglesa (m. 2009).[37]
- 1928, Campo de Criptana: Sara Montiel, vedet, cantant de cuplets i actriu (m. 2013).[38]
- 1934, Bombai: Bhupen Khakhar, artista indi.
- 1935, Saragossa, Aragó: José Antonio Labordeta, escriptor i cantautor aragonès (m. 2010)
- 1936, 
  - Montevideo: Alfredo Zitarrosa, cantant, compositor, poeta, escriptor i periodista uruguaià (m. 1989).[39]
  - Valais, Suïssa: Joseph Blatter, president de la FIFA.
- 1938, Varsòvia: Anna Wierzbicka, lingüista especialitzada en semàntica i lingüística comparada.
- 1940, Estats Units: Chuck Norris, karateka i actor de cinema.
- 1947, Port Alberni, Colúmbia Britànica: Kim Campbell, política canadenca, ha estat Primera Ministra del Canadà.[40]
- 1958, Meadville, Pennsilvània, Estats Units: Sharon Stone, actriu, model, i productora estatunidenca.[41]
- 1974, Santiago de Xile: Cristián de la Fuente, actor xilè.
- 1981:
  - Camerun: Samuel Eto'o, futbolista.
  - Karditsa, Grècia: Efthimis Kulukheris, futbolista grec.
- 1997, Cehegín: Ana Carrasco Gabarrón, pilot de motociclisme espanyola.[42]
- 2001, Hammond, Louisiana: Alyssa Carson, astronauta i conferenciant estatunidenca.[43]

## Necrològiques
Països Catalans
- 1820 - Barcelona: Joan Antoni Desvalls, hisendat i científic català.
- 1908 - Barcelona: Antoni Aulèstia Pijoan escriptor i historiador català.(n. 1849)[14]
- 1923 - Barcelona: Salvador Seguí, el Noi del Sucre, sindicalista català, en ser assassinat (n. 1886).[14]
- 1977 - Sabadell (Vallès Occidental): Josep Rosell i Casablancas, escriptor i amant de l'esport de Sabadell.
- 1981 - Moscou: Mariana Gonxarov, il·lustradora i dissenyadora russa establerta a Barcelona als anys vint (n. 1904).[44]
- 1987 - Castelló de la Plana, Plana Alta: Àngel Sánchez Gozalbo, escriptor valencià (n. 1894).
- 1995 - Barcelona: Ovidi Montllor, actor i cantant alcoià (n. 1942).[45]

Resta del món
- 1766 - Nova York: Jane Colden, primera científica botànica americana (n. 1724).[46]
- 1832 - Evesham, Worcestershire, Regne Unit: Muzio Clementi, compositor, intèrpret virtuós d'instruments de tecla, professor, editor musical i constructor de pianos d'origen italià establert a Anglaterra (n. 1752).[47]
- 1859 - Viena: Pauline Schöller, soprano austríaca (m. 1941).[48]
- 1872 - Pisa, Regne d'Itàlia: Giuseppe Mazzini, polític, periodista i patriota italià (n. 1805).[49]
- 1913 - Auburn, Nova York (EUA): Harriet Tubman, abolicionista afroamericana, que lluità per la llibertat i els drets de les dones, i contra l'esclavitud i el racisme.[50]
- 1940 - Moscou, URSS: Mikhaïl Bulgàkov, escriptor (n. 1891).
- 1944 - Hilterfingen (Països Baixos): Marie Wuytiers, pintora i dibuixant holandesa (n. 1865).[51]
- 1962 - Madrid, Espanya: Joan March, contrabandista i financer mallorquí (n. 1880).
- 1966 - Amersfoort, Utrecht (Països Baixos): Frits Zernike, físic neerlandès, Premi Nobel de Física de l'any 1953 (n. 1888).[52]
- 1985 - Moscou, URSS: Konstantín Txernenko, polític soviètic, màxim dirigent de l'URSS entre 1984 i 1985.[53]
- 1986 - Torrance, Califòrnia, Estats Units: Ray Milland, actor, director de cinema i productor britànic (n. 1905).
- 1988 - Oxford, Anglaterra: Andy Gibb, cantant i compositor de música Pop (n. 1958).
- 1998 - Los Angeles, Califòrnia: Lloyd Bridges, actor (n. 1913).
- 2012 - 
  - París, França: Moebius, dibuixant de còmics i il·lustrador francès (n. 1938).
  - Atenes: Domna Samiou, cantant i investigadora de la música popular grega (n. 1928).[54]
- 2016 - Londresː Anita Brookner, premiada novel·lista i historiadora de l'art anglesa (n. 1928).[55]
- 2017, Londres, Anglaterra: John Surtees va ser un pilot anglès que va arribar a disputar curses de Fórmula 1 i del Campionat Mundial de motociclisme.
- 2021:
  - Nairobi, Kenya: Ali Mahdi Muhammad, expresident de Somàlia.[56]
  - Moscou, Rússia: Liudmila Liàdova, compositora, pianista i cantant russa.
  - Bissau, Guinea Bissau: Manuel Saturnino, exprimer ministre de Guinea Bissau.[57]

## Festes i commemoracions
Santoral
- Sant Simplici I, papa;
- Sant Codrat de Corint, metge màrtir;
- Sant Macari I de Jerusalem, bisbe de Jerusalem;
- beata Marie-Eugénie Milleret de Brou, fundadora de les Germanetes de l'Assumpció;
- serventa de Déu Maria Gay i Tibau, fundadora de les Religioses de Sant Josep de Girona.
- En el luteranisme i anglicanisme: Harriet Tubman i Sojourner Truth, renovadores de la societat.